# Mecca (album)
Mecca è il primo ed unico lavoro discografico della cantante statunitense Persia White, pubblicato il 31 ottobre 2009 dalla casa discografica Hybrid Music.

## Il disco
Mecca l'album di debutto di Persia White. Pubblicato il 31 ottobre 2009, è stato disponibile in download digitale mentre è stato disponibile in CD dall'8 dicembre 2009. Il nome deriva dal nome della figlia di White. Le ultime tre canzoni sono state utilizzate nella serie televisiva Girlfriends. Alcuni cantanti trip hop come Tricky e Saul Williams hanno partecipato alla composizione di alcune canzoni come Receive, Danger, Salvation e Past Mistakes.

## Tracce
1. Wanting – 3:58
2. Perfect – 3:15
3. Receive (feat. Saul Williams) – 4:15
4. Pressed Against Gods Thoughts – 2:02
5. Haunt – 3:02
6. 2 Sea – 1:23
7. Danger (feat. Saul Williams) – 3:25
8. Salvation (feat. Tricky) – 4:57
9. Tease – 3:22
10. Choices – 2:47 – Canzone della sigla dell'ultima stagione di Girlfriends
11. Past Mistakes (feat. Tricky) – 4:10

Durata totale: 36:36